# Rattlesden
Rattlesden – wieś i civil parish w Anglii, w hrabstwie Suffolk, w dystrykcie Mid Suffolk. Leży 24 km na północny zachód od miasta Ipswich i 104 km na północny wschód od Londynu. W 2011 civil parish liczyła 959 mieszkańców. Rattlesden jest wspomniana w Domesday Book (1086) jako Rasted/Rathsted/Ratlesdena/Ratesdana/Ratesdane.